# Surplex
뒤셀도르프 소재 Surplex GmbH 사는 중고 기계 거래를 전문으로 하는 산업 경매장이다. 이 회사는 전 세계적으로 중고 기계 및 산업 장비를 매매하고 온라인 경매를 실시하며 전문가 감정과 평가를 제공한다. 이전의 New Economy에 속하는 회사들 중에서 현재 흑자를 기록하고 있는 몇 안되는 회사중의 하나이다.

## 연혁

### 설립
Surplex.com AG 사는 닷컴 시대의 전형적인 스타트 업 기업으로서 1999년 말에 브루노와 플로리안 쉬크 형제들에 의해 설립되었다. 핵심 아이디어는 중고 기계의 거래를 단순화하고 세분화 된 중고 기계 시장을 보다 투명하게 만드는 온라인 시장을 개발하는 것이었다.
이 비즈니스 모델은 수 많은 기관 및 개인 투자자를 끌어 들였다. Carlyle Group 이나 프랑스의 Vivendi 그룹과 같은 국제 벤처 캐피탈 컨소시엄은 총 5천만 유로를 투자했다. 라스 슐렉커, 라스 빈트홀스트, 마르크 슈렘프 및 피아트 사장 파올로 프레소와 같은 저명한 개인 투자자들도 Surplex에 합류했다.
Surplex의 B2B 플랫폼은 처음부터 중고 기계 및 시스템 판매의 선두 주자였으며 2001년 포레스터 리서치에서 최고의 플랫폼으로 선정되었다. 2006년까지 Surplex는 중고 산업 용품 커뮤니케이터 부문 세계 최대의 무역 잡지를 발행했다 (발행 부수: 45,000)

### 위기 (2001–2003)
닷컴 버블이 터지면서 Surplex.com AG도 심각한 위기에 빠졌다. 지점들이 폐쇄되고 베를린에 있던 본사가 뒤셀도르프로 이전되었으며 약 140개에 달하는 일자리의 대부분이 감축되었다. 2003년 3월, 전통적인 기계 공학 그룹인 Deutz에서 Surplex로 온 미샤엘 베어커씨가 회사의 경영을 인수했다.

### 재무구조 개선(2004–2009)
2004년과 2009년 사이에 경매 플랫폼인 surplex.com이 지속적으로 개발되었다. 그후로 Surplex는 Linde, ABB, ThyssenKrupp과 Bayer등의 대형 산업 경매을 실행하고 있다. 처음에는 순수 디지털 비즈니스 모델이 전통적인 기계 거래에서 흔히 볼 수 있는 아날로그 서비스로 보완되었다. 2009년 초에 미샤엘 베어커와 울리히 스탈터는 온라인과 오프라인 서비스를 상호 연결하는 이러한 전략으로 Surplex GmbH를 설립했다.

### 글로벌화 (2010년 이후)
Surplex GmbH 사는 2010년부터 꾸준히 성장해 왔다. 직원 수는 2020년까지 15명에서 200명 이상으로 증가했으며 매출액은 거의 1억 유로(2019년)로 증가했다. 2013년 독일 이외의 첫 번째 지점으로 이탈리아에 Surplex Srl이 설립되었다. 현재 Surplex는 스페인, 프랑스, 영국을 포함한 13개 유럽 국가(2020년 11월 기준)에 사무소를 두고 있다.
국제적으로 경험이 풍부한 Ghislaine Duijmelings는 2020년 여름부터 미샤엘 베어커 및 울리히 스탈터와 함께 세 번째 전무 이사로 회사를 운영하고 있다.
2024년 8월, Surplex는 유럽의 멀티 브랜드 그룹(Troostwijk Auctions, Klaravik, Surplex, Auksjonen, PS Auctions, British Medical Auctions, Vavato 및 Auktionshuset dab)이자 디지털 B2B 경매 플랫폼인 TBAuctions에 인수되었다.

## 제품
2020년에는 16개 언어로 된 경매 플랫폼이 비즈니스의 핵심이 되었다. 500개 이상의 경매에서 매년 55,000개 이상의 산업 상품이 판매된다. 이러한 공업 제품들은 일반적으로 회사 폐업, 구조 조정 또는 파산으로 인해 생겨난다. Surplex는 전 세계 중고 기계 거래에 필요한 모든 오프라인 서비스와 직접 판매를 제공한다. 여기에는 해체, 적재 및 통관이 포함돠다. Surplex는 Valuplex라는 브랜드 이름으로 보고서와 평가서를 작성한다.